# Sulgrave
Sulgrave ist eine Stadt und ein Parish in West Northamptonshire, England, etwa 5 Meilen (8,0 km) nördlich von Brackley.

## Pfarrkirche
Die Pfarrkirche Church of St James the Less der Church of England ist Teil der Seelsorgeeinheit von Culworth mit Sulgrave und Thorpe Mandeville und Chipping Warden mit Edgcote und Moreton Pinkney.
Bei der Kirche wurden bei Erdarbeiten Reste eines normannischen Burg gefunden.

## Sulgrave Manor
Sulgrave Manor, in der Nähe des Dorfes, ist dafür berühmt, die Heimat der Vorfahren von George Washington zu sein. Washington Old Hall in Washington, City of Sunderland war vor Sulgrave der ursprüngliche Sitz der Familie Washington und wurde vom 12. Jahrhundert bis 1539 von der Familie bewohnt. In Washington, in der Nähe von Washington Old Hall gibt es einen Ort namens Sulgrave. Nach Sulgrave Manor wurde auch eine Straße benannt: Sulgrave Court, in einem Häuserbezirk von Milton Keynes genannten Great Holm.

## Das ursprüngliche Gebäude

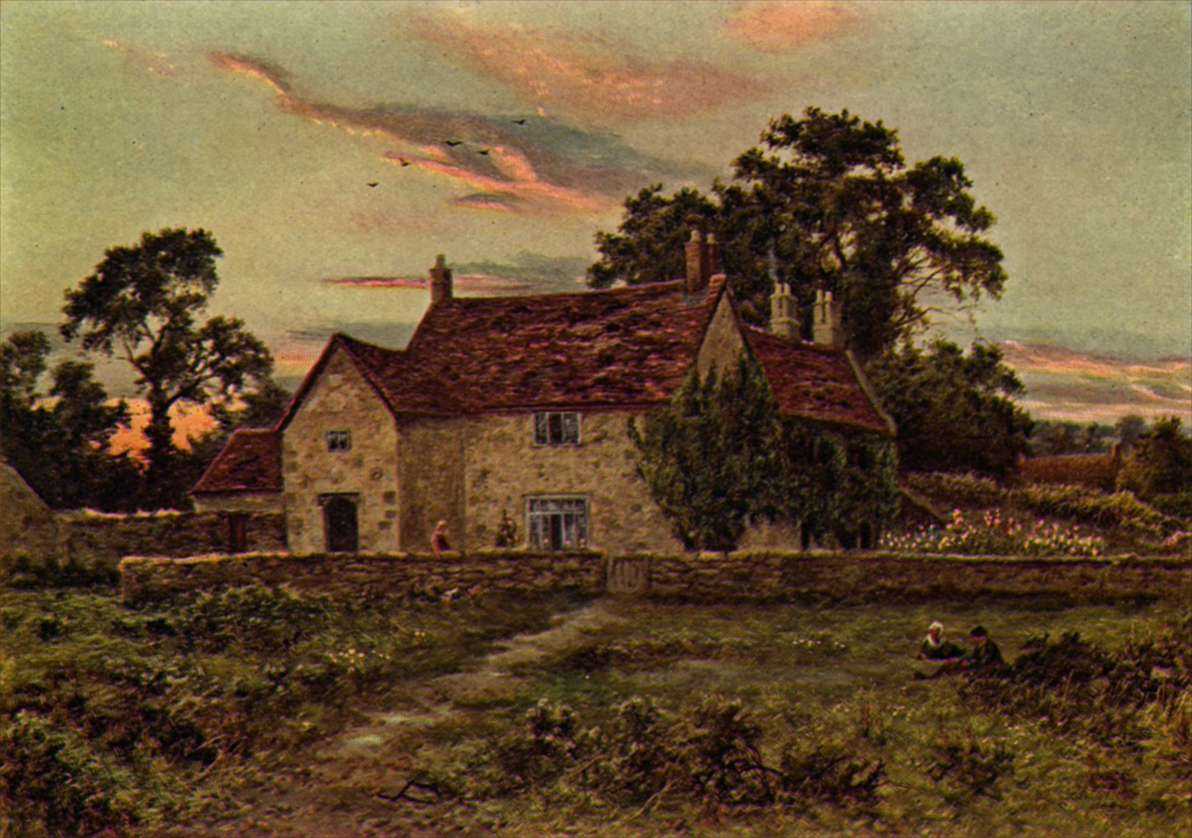
Sulgrave Manor

Nachdem die Familie Wharton in Lancashire (heute Cheshire) verlassen hatte, wo sie sich seit dem 14. Jahrhundert verbreitet hatte, kaufte Lawrence Washington 1539 von der Krone das Priorat von St. Andrew in Northampton, nachdem Heinrich VIII. die Auflösung der Klöster befohlen hatte und machte daraus Sulgrave Manor.
Das Haus wurde aus örtlichem Kalkstein gebaut, mit einer großen Südfassade, eine Küche und Speisekammer, einem Rittersaal und darüber einem großen Gemach und zwei kleineren privaten Räumen. Das Gebäude existiert heute noch und kann besichtigt werden. Funde, vermutlich aus der Tudorzeit, die 15 Meter westlich von den Grundsteinen des heutigen Hauses entdeckt wurden, legen nahe, dass das ursprüngliche Gebäude erheblich größer war als das heutige Haus. Der Rittersaal hat einen Steinboden und sein Tudorkamin enthält einen Salzschrank mit den geschnitzten Initialen von Lawrence Washington.
Die Washingtons bewohnten Sulgrave Manor über 100 Jahre.

## „ER“ und „Stars and Stripes“
Lawrence fügte 1558 an der Südfront des Hauses ein Eingangsportal hinzu. Über der Tür befindet sich im Gips das königliche Wappen von England und die Buchstaben „ER“, zu Ehren von „Elizabeth Regina“, der Tochter Heinrich VIII., Elisabeth I., die zu dieser Zeit auf dem Thron saß. Die Bögen der Eingangstür sind geschmückt mit dem Washington Familienwappen: zwei Balken und drei fünfzackige Sterne.

## Spätere Änderungen
Ein Nordflügel wurde circa 1700 von dem damaligen Besitzer John Hodges im rechten Winkel zu Lawrence Washington Herrenhaus angebaut. In diesem befindet sich im Erdgeschoss eine große Küche und das Empfangszimmer, unterhalb von zwei Schlafkammern, die heute als das Weiße Schlafzimmer und das Chintz Schlafzimmer bekannt sind. Eine andere Erweiterung, der Westflügel, wurde 1929 angebaut, als das Haus restauriert wurde.

## Das Dorf
Sulgrave hat ein 300 Jahre altes Wirtshaus, das Star Inn, welches zur Hook Norton Brewery gehört.
Sulgrave Village Shop Association Limited (SVS) wurde im Juli 2004 von den Bewohnern von Sulgrave als Industrial and provident society gegründet, mit dem Ziel, ein Geschäft und eine Post zu betreiben. Der Gewinn wird nicht unter ihren Mitgliedern verteilt, sondern muss in das Unternehmen für die Erhaltung und die Weiterentwicklung der Dienstleistung für die Gemeinschaft reinvestiert werden. Das Geschäft begann seinen Handel im September 2004 unter der Leitung eines Vorstands, es beschäftigt einen Manager, unterstützt von rund 50 Freiwilligen. Als Teil einer neu gegründeten Rural Enterprise Network, SVS, werden lokal angebaute und produzierte Waren gekauft, hier wird angestrebt, dass andere Hersteller und Lieferanten lokal ansässige Unternehmen unterstützen.

## Die transatlantische Sulgrave Institution
Anfang des 20. Jahrhunderts gründeten eine Anzahl von Honoratioren eine Vereinigung zum besseren Zusammenhalt der englischsprachigen Staaten auf beiden Seiten des Atlantik und ihrer Menschen mit Sitzen in New York und in London. Dieser Verein wurde nach dem Stammhaus der Washingtons „Sulgrave Institution“ oder auch Sulgrave Movement genannt. Das Organ dieser US-amerikanisch-britischen Freundschaftsbewegung war der „Sulgrave Review“. Eines der bekannteren Mitglieder war, in hohem Alter, Victoria Woodhull. Sie spendete erhebliche Geldmittel sowie ein weiteres Herrenhaus in der Nähe von Sulgrave Manor an diesen Verein.